# Cali
Cali is de hoofdstad van het departement Valle del Cauca in het westen van Colombia. Het is het industriële en commerciële centrum van de Cauca-vallei. Cali heeft ruim twee miljoen inwoners en is de op twee na grootste stad van het land, na de hoofdstad Bogota en tweede stad Medellín. In de stad worden koffie, katoen, suikerriet, vleeswaren en sojabonen verhandeld. Daarnaast worden er banden, tabaksproducten, textiel, papier, chemische producten en bouwmaterialen vervaardigd.
De naam Cali is volgens sommigen afkomstig uit het Quechua. Een alternatieve verklaring is dat de naam afkomstig is uit het Nasa Yuwe.
In de stad zijn zes universiteiten en het hoofdkwartier van het Cauca-valleiontwikkelingsproject gevestigd. De belangrijkste toeristische trekpleisters van Cali zijn een aquaduct en een kathedraal. Ook is er een bijzondere dierentuin in Cali gevestigd: Zoológico de Cali.

## Geschiedenis
Cali werd in 1536 gesticht door de conquistador Sebastián de Belalcázar, maar was het grootste deel van zijn geschiedenis vrij onbeduidend. In 1811 riep de stad haar onafhankelijkheid van Spanje uit, tezamen met vijf andere steden in de Cauca-vallei. 
In de 20e eeuw maakte de stad een enorme groei door; in de jaren vijftig verdubbelde de bevolking.
Op 7 augustus 1956 vond er een explosie plaats waarbij meer dan 1000 doden vielen. Als reactie op deze ramp werd in 1957 het festival Feria de Cali opgericht.
In de jaren tachtig was de stad in het nieuws omdat er zich een beruchte cocaïnebende had gevestigd, het zogenaamde Calikartel.

## Religie
De stad is de zetel van een Rooms-Katholiek aartsbisdom. In 1555 vond er het zogenaamde wonder van het kruisbeeld van Buga plaats.

## Klimaat
Het is er meestal warm, gemiddeld 26,8 °C, en soms uitgesproken heet. De luchtvochtigheid is hoog en vooral 's nachts is er een verkoelende wind, door de aanwezigheid van bergen die de stad omringen. De stad ligt op zo'n 1000 meter hoogte, waardoor er geen malaria voorkomt. Er zijn nauwelijks variaties in seizoenen, omdat Cali dicht bij de evenaar ligt.

## Bekende inwoners van Cali

### Geboren
- Reinaldo Rueda (1957), voetbalcoach
- Bernardo Redín (1963), voetballer
- Alex Escobar (1965), voetballer
- Albeiro Usuriaga (1966-2004), voetballer
- Miguel Guerrero (1967), voetballer
- Maximo Ibarra (1968), bedrijfsbestuurder, topfunctionaris
- Óscar Córdoba (1970), voetballer
- Faryd Mondragón (1971), voetballer
- Harold Lozano (1972), voetballer
- Fanny Lu (1973), zangeres
- Frankie Oviedo (1973), voetballer
- Orlando Duque (1974), duiker
- Mario Yepes (1976), voetballer
- Alexander Viveros (1977), voetballer
- Carolina Dijkhuizen (1980), Nederlandse zangeres en (musical)actrice
- Leonardo Duque (1980), wielrenner
- Daniel Cruz (1981), voetballer
- Jorge López (1981), voetballer
- Alejandro Falla (1983), tennisser
- Edixon Perea (1984), voetballer
- Miguel Gomez (1985), acteur en voormalig hiphopartiest
- Carlos Valdés (1985), voetballer
- Lupe Fuentes (1987), pornoactrice en live-dj
- Jarlinson Pantano (1988), wielrenner
- Edwin Ávila (1989), wielrenner
- Bernardo Espinosa (1989), voetballer
- Carlos Valdes (acteur) (1989), acteur
- Duván Zapata (1991), voetballer
- Johan Mojica (1992), voetballer
- Jeison Murillo (1992), voetballer
- Brayan Perea (1993), voetballer
- Santiago Ramírez (1994), baanwielrenner
- Luis Manuel Orejuela (1995), voetballer
- Oscar Estupiñan (1996), voetballer

### Woonachtig (geweest)
- Tanja Nijmeijer (Denekamp, 1978), Nederlandse ex-FARC guerrillero

## Galerij

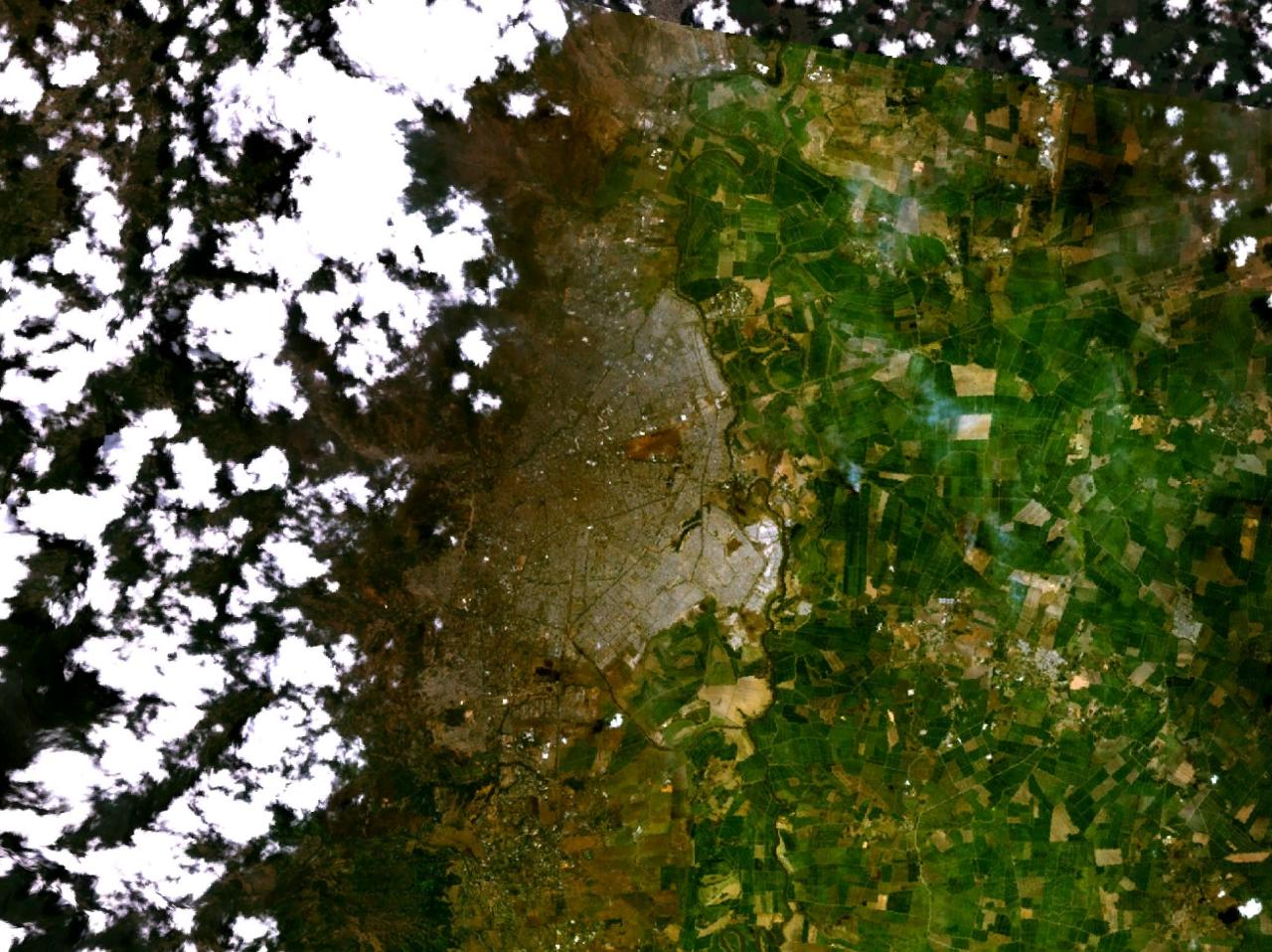
Satellietfoto van Cali, gemaakt door de NASA Landsat-satelliet op een hoogte van 38 km
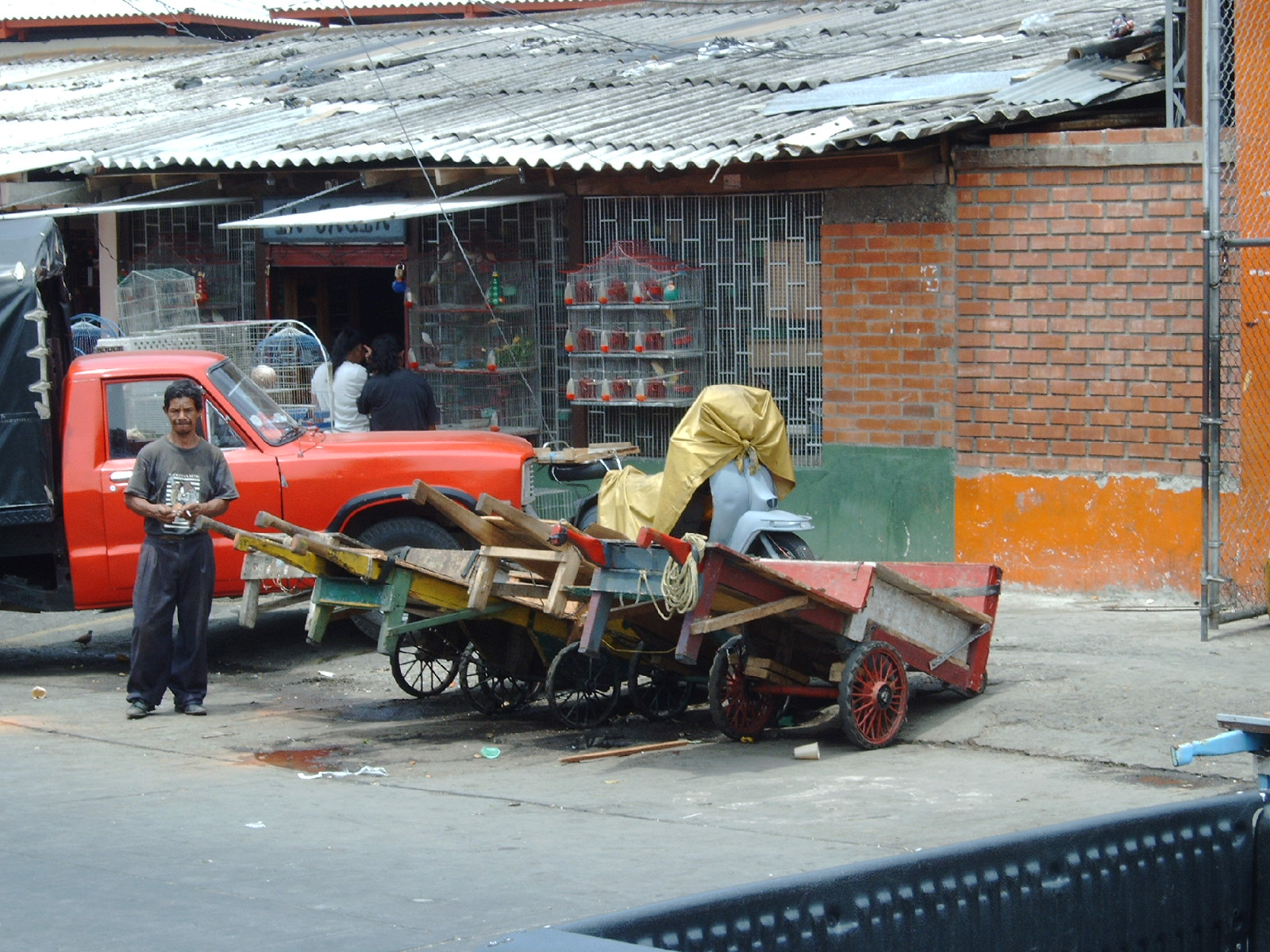
Markt in Cali
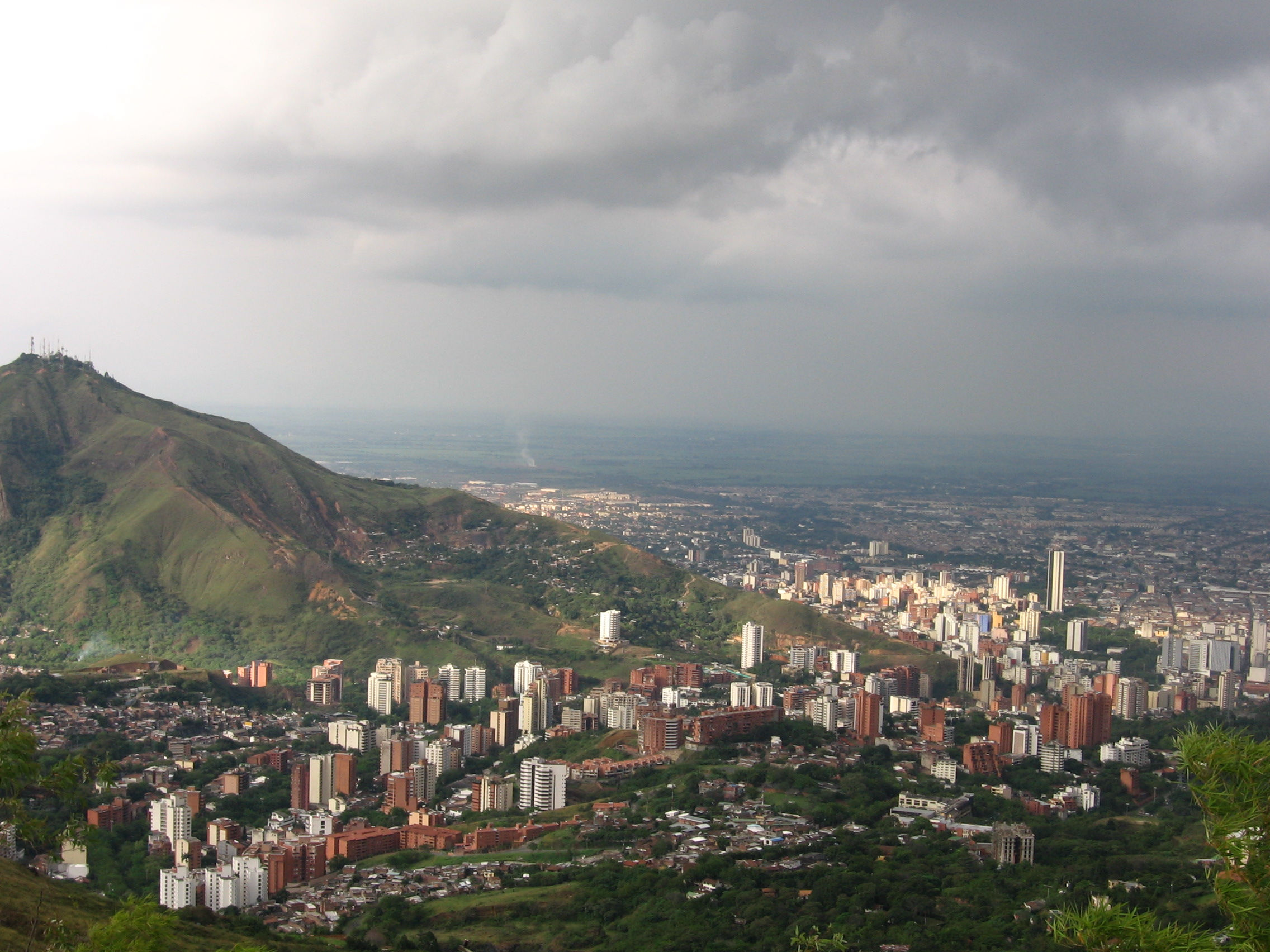
Blik op Cali vanuit de omliggende bergen